# Petre P. Carp
Petre P. Carp (n. 29 iunie 1837, Iași, Moldova – d. 19 iunie 1919, Țibănești, Iași, România) a fost un politician român, membru marcant al Partidului Conservator, cel de-al 21-lea prim-ministru al României. 

## Biografie
Petre P. Carp s-a născut într-o familie boierească din Moldova. Tatăl său, Petrache Carp, era mare stolnic, iar mama sa, Smaranda, era fiica lui Iorgu Radu, un boier bogat din Dealu Mare, de lângă Bârlad. Și-a petrecut copilăria iarna la Iași și vara la Țibănești, pe moșia familiei.
A fost trimis încă din copilărie la Berlin (1850), unde învață la Französisches Gymnasium („Liceul francez”).
În anul 1858 își ia bacalaureatul și se înscrie la Facultatea de Drept și Științe Politice din cadrul Universității din Bonn. În anul 1862 revine la Iași și contribuie la punerea bazei societății Junimea (primăvara anului 1864).
Deși a fost numit în postul de auditor onorific la Consiliul de Stat (1865), a participat activ la îndepărtarea domnitorului Alexandru Ioan Cuza de la conducerea Principatelor Unite. La 11 februarie 1866 a fost numit secretar intim al Locotenenței Domnești, iar ulterior secretar al Agenției diplomatice a României la Paris (mai 1867 - iulie 1867).
A fost inițiat în francmasonerie la 21 octombrie 1867 în Loja Steaua României din Iași, iar la 19 noiembrie același an, primește gradul de Companion.
Adept al ideilor junimiste, s-a remarcat ca unul dintre fruntașii conservatori din acea perioadă. A fost ales în numeroase rânduri deputat și senator în Parlamentul României. A îndeplinit numeroase funcții politice în cadrul guvernelor care au succedat la conducerea țării după abdicarea domnitorului Cuza (ministru al Afacerilor Străine, ministru al Cultelor și Instrucțiunii, ministru al Agriculturii, Industriei, Comerțului și Domeniilor, ministru al Finanțelor) fiind ales de două ori președinte al Consiliului de Miniștri.
A activat în cadrul diplomației românești îndeplinind funcțiile de agent diplomatic la Viena și Berlin (martie 1871 - aprilie 1873) și ulterior la Roma (aprilie - octombrie 1873). În perioada noiembrie 1882 - octombrie 1884 a fost numit Trimis extraordinar și ministru plenipotențiar al României la Viena. În anul 1891 gruparea junimistă se desprinde din cadrul Partidului Conservator și formează Partidul Constituțional, iar Petre P. Carp este ales președinte al acestui nou partid. După fuziunea din 1907 a tuturor elementelor politice conservatoare din România, a fost ales președinte al Partidului Conservator (21 aprilie 1907 - 14 mai 1913). A fost prim-ministru al României de două ori (19 iulie 1900 - 27 februarie 1901 și 14 ianuarie 1911 - 10 aprilie 1912) din partea Partidului Conservator. În timpul Primului Război Mondial a fost unul dintre susținătorii ideii de intrare a României în război alături de Puterile Centrale.
Văzut pe scară largă ca neclintitor și tranșant în poziția sa publică și respectat ca orator, P. P. Carp s-a opus curentului majoritar în diverse dezbateri politice. Întregul său discurs a fost o alternativă la tendințele protecționiste, antisemite și populiste ale liberalismului românesc „roșu”. Salutând occidentalizarea și comerțul liber, viziunea sa asupra dezvoltării s-a bazat totuși pe gradualism și a criticat experimentele moderne în guvernare. Cele două administrații ale lui Carp sunt amintite pentru reformele lor fiscale, încurajarea investițiilor străine și tentativa lor de combatere a corupției politice.
Germanofil și rusofob, Carp a reunit consensul pentru a conduce Regatul României în Tripla Alianță, dar politica sa externă a devenit complet nepopulară la începutul Primului Război Mondial. În acea perioadă, el a fost singura persoană publică proeminentă care a cerut o declarație de război împotriva Puterile Antantei. El a ieșit din pensionare în timpul ocupației germane a României, când l-a inspirat pe colegul conservator Lupu C. Kostaki să înființeze un guvern teritorial colaborativ. Acest proiect final a provocat căderea lui în dizgrație odată ce guvernul legitim a redobândit controlul.

## Galerie imagini

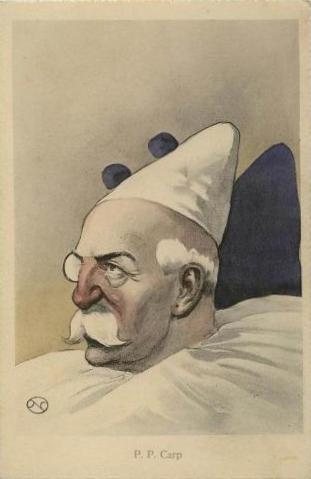
Petre Carp - caricatură de Nicolae S. Petrescu-Găină
Bustul lui P.P. Carp din faţa Şcolii din Ţibăneşti
Bustul lui P.P. Carp din curtea Conacului din Ţibăneşti
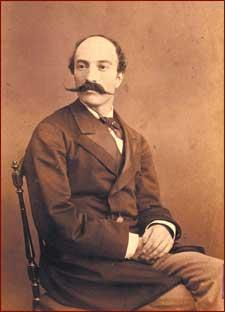
Pictură de epocă